# Изабела Милар
Изабела Роса Милар (енгл. Isabella Rosa Millar; 8. новембар 2007) соломонска је пливачица и олимпијка чија ужа специјалност су спринтерске трке слободним и делфин стилом. На церемонији отварања Летњих олимпијских игара у Паризу 2024. заједно са атлетичарком Шерон Фирисуа носила је заставу своје земље.

## Спортска каријера
Иако је научила да плива са свега три године, Изабелаје интензивније почела да се бави пливањем током школовања у Новом Јужном Велсу у Аустралији где живи. На међународној пливачкој сцени је дебитовала у новембру 2023, на Пацифичким играма чији домаћин је била соломонска престоница Хонијара. Пар месеци касније пливала је и на првенству Океаније у Гоулд Коусту, након чега је уследила и специјална позивница за учешће на   Летњим олимпијским играма у Паризу 2024. године.
У Паризу је пливала у квалификацијама трке на 50 метара слободним стилом. Наступила је у трећој квалификационој групи где је пливала у стази 5, и са временом од 31,32 секунди заузела је последње место у својој квалификационој групи, односно укупно 67. место у конкуренцији 79 такмичарки.